# Ernst Wolfgang Mick
Ernst Wolfgang Mick (* 10. Juni 1926 in Frankfurt am Main; † 2004) war ein deutscher Kunsthistoriker. Er war Direktor des Deutschen Tapetenmuseums in Kassel.

## Leben und Wirken
Nach einer Ausbildung zum Kunstmaler von 1946 bis 1948 und der freischaffenden Ausübung der Malkunst zwischen 1946 und 1951 studierte Mick von 1952 bis 1958 Kunstgeschichte an der Philosophischen Fakultät der Johann Wolfgang Goethe-Universität Frankfurt am Main. Er promovierte mit dem Thema Ikonographische Studien zu Joannes Holzer 1709–1740. Von 1958 bis 1960 arbeitete er als Volontär in der Kunsthalle Bremen. Von 1960 bis 1964 war er Dozent für Kunstgeschichte an der Kunstschule Bremen. Im Bistum Münster/Westfalen wirkte er von 1964 bis 1968 als Diözesankonservator und Domthesaurar, danach war er Kulturreferent der Böttcherstraßen GmbH Bremen. Von dort wechselte er 1974 in das Deutsche Tapetenmuseum nach Kassel, wo er die Leitung übernahm. Etwa Anfang der 1990er Jahre ging er in Pension; 2004 ist er verstorben.
Die Geschichte der Tapete wurde sein Forschungsgebiet, worüber er einige Bücher und Aufsätze verfasste. Er war nach eigener Aussage bibliophil und besonders an Goethe interessiert. Dies drückte sich in seinem ehrenamtlichen Engagement aus: Mick war von 1977 bis 1979 Präsident der Gesellschaft der Bibliophilen e. V. und viele Jahre zweiter Vorsitzender der Goethe-Gesellschaft Kassel.

## Veröffentlichungen (Auswahl)
- Um 1800. Deutsche Kunst von Schadow bis Schwind. Ausstellung Kunsthalle Bremen, 24. Mai – 2. Aug. 1959. Kunsthalle Bremen, Bremen 1959. (Mitwirkung.)
- Hans Retzlaff: Meisterwerke der Kunst um die Geburt des Heilandes. Ein Bildbuch. Fuldaer Verlags-Anstalt, Fulda, 1961. (Bilderläuterungen.)
- Die Weser (= Deutsche Lande – Deutsche Kunst). Deutscher Kunstverlag, München/Berlin 1962.
- Bernhard Hoetger. Gedächtnisausstellung zu seinem 90. Geburtstag. Böttcherstraße, Bremen, 19. April bis 19. Juli 1964. Westfälischer Kunstverein, Münster, 23. Aug. bis 27. Sept. 1964. Die Böttcherstraße, Bremen, Westfälischer Kunstverein, Münster 1964. (Mitwirkung.)
- Münster. Heft 2: Der St. Paulus-Dom. 1265/1965, Werbe- und Verkehrsamt, Münster 1965. (Mitwirkung.)
- Christophorus. (= Heilige in Bild und Legende. Band 24). Aurel Bongers, Recklinghausen, 1968.
- Papiertapeten. In: Frankfurter Kunstverein (Hrsg.): Zauber des Papiers, Verlag Biermann + Boukes, Frankfurt am Main 1973, S. 100–105.
- Mehr zeigen – mehr Anklang finden. Kostbarkeiten aus dem Tapeten-Museum. In: Verband Deutscher Tapetenfabrikanten (Hrsg.): Tapetenzeitung. Fußbodenberater, 83. Jg., Nr. 22, Koch, Stuttgart 1974, S. 12.
- Aus der Geschichte des Deutschen Tapetenmuseums. In: Gesellschaft der Bibliophilen (Hrsg.): Wandelhalle der Bücherfreunde. Nachrichtenblatt der Gesellschaft der Bibliophilen, 17. Jg., Nr. 4, Rosen [?], Berlin [?] 1975, S. 106–109.
- Stiltapeten. Ein Streifzug durch die Bestände des einzigen Spezialmuseums für gedruckte Tapeten, das seit 1923 in Kassel existiert. In: Farbe + Design. Informationen zur Gestaltung mit Farbe aus der Praxis für die Praxis, Nr. 7, 1977, S. 16 f.
- Deutsches Tapetenmuseum (Hrsg.): Zwölf Bildtafeln aus der Molière-Tapete. (= Druck der Arche; Nr. 75). Lometsch, Kassel 1976. (Mappenwerk; Bilderläuterungen.)
- Die Gesellschaft der Bibliophilen e. V. In: Börsenblatt für den deutschen Buchhandel, 34. Jg., 1978, A172–A173.
- Altes Buntpapier (= Die bibliophilen Taschenbücher. Band 140). Harenberg, Dortmund 1979, ISBN 3-88379-140-7.
- als Hrsg.: Goethes umränderte Blättchen (= Die bibliophilen Taschenbücher. Band 295). Harenberg, Dortmund 1979, ISBN 3-88379-295-0.
- Das Tapetenmuseum und seine Besucher. In: Tapetenzeitung International, 90. Jg., Nr. 20, SN-Verlag Michael Steinert [?], Großensee [?] 1981, S. 56–59.
- Tapete als engere Heimat. Ein Kapitel Tapeten-Geschichte. In: Tapetenzeitung International, 90. Jg., Nr. 23/24, SN-Verlag Michael Steinert [?], Großensee [?] 1981, S. 10–11.
- Hauptwerke des Deutschen Tapetenmuseums in Kassel. Hrsg. von Takahiko Sano, Gakken, Tokio 1981. (2 Bände, dreisprachig: japanisch, deutsch, englisch.)
- Françoise Teynac, Pierre Nolot, Jean-Denis Vivien: Die Tapete. Raumdekoration aus 5 Jahrhunderten. Geschichte, Material, Herstellung. Callwey, München 1982, ISBN 3-7667-0631-4. (Ausgaben-Bearbeitung und Vorwort)
- Deutsches Tapetenmuseum Kassel. Thiele und Schwarz, Kassel-Wilhelmshöhe, 1983, ISBN 3-87816-044-5. (Ursprünglich Jahresgabe der Hessischen Brandversicherungsanstalt, 1983.)
- Johann Evangelist Holzer (1709–1740). Ein frühvollendetes Malergenie des 18. Jahrhunderts. (= Schnell-&-Steiner-Künstlerbibliothek). Schnell und Steiner, München/Zürich 1984, ISBN 3-7954-0366-9.
- Austerlitz. 1805. Die außergewöhnlichste aller Tapeten und ein Kunstdokument ersten Ranges. Callwey, München 1995.